# Смирнский, Александр Александрович
Алекса́ндр Алекса́ндрович Сми́рнский (24 августа [5 сентября] 1882, Владикавказ — 18 апреля 1935) —  один из основоположников советского стрелкового спорта, конструктор спортивного оружия.

## Биография
Родился 24 августа (5 сентября по новому стилю) 1882 года во Владикавказе.
Окончил Симбирский кадетский корпус (1900) и Михайловское артиллерийское училище (1903).
Участник русско-японской 1904—1905 (отличился в бою под Мукденом во время вывоза под огнём двух оставленных орудий; награждён орденом Святого Владимира 4-й ст. с мечами) и 1-й мировой войн, георгиевский кавалер.
Получила широкий общественный резонанс история, когда в 1906 году поручик Смирнский через прессу вызвал на дуэль члена Государственной Думы В. Якубсона за высказанное последним в Думе утверждение о содействии русской армии черносотенным погромщикам во время еврейского погрома в Белостоке. Все ведущие российские государственные и оппозиционные издания бурно обсуждали эту историю, свою точку зрения в числе прочих высказали в прессе В. Г. Короленко, А. И. Куприн, А. С. Суворин. Депутат Якубсон был вынужден дважды через прессу дать открытые ответы по поводу своих утверждений, и если в первом он попытался отделаться уклончивыми двусмысленными фразами, то во втором категорично дезавуировал свои обвинения в адрес армии. После этого суд офицерской части воинской части, в которой служил Смирнский, постановил считать дело оконченным и Смирнский отозвал свой вызов.
Участник V Олимпийских игр 1912 года в Стокгольме (установил рекорд, равный мировому, из малокалиберной винтовки на 50 м лежа, выбив 40 выстрелами 194 очка (центр мишени — 5 очков)). Победитель 1-й Всероссийской олимпиады 1913 года в Киеве.
После революции 1917 года, будучи командиром 35-й артиллерийской бригады, перешёл со всем личным составом на сторону Советской власти. Во время Гражданской войны сражался против белогвардейцев на Северном Кавказе, был инспектором артиллерии Кавказского фронта, начальником артиллерии 9-й армии. Член КПСС с 1919 года.
С 1921 — инспектор стрелкового дела Всевобуча Азербайджана, затем инспектор спортивно-стрелкового отдела при РВС Отдельной Кавказской армии в г. Тифлис. В том же 1921 году организовал 1-е Закавказские соревнования с участием 10 команд стрелков республик, городов и гарнизонов.
Переведенный из Тифлиса в Москву инспектором Всевобуча и преподавателем в Главную военную школу физического образования трудящихся, А. А. Смирнский организовал стрелковые кружки в школе, в ряде предприятий и учебных заведений Москвы и был избран в 1923 году председателем Московской стрелковой секции, а через год — председателем Всесоюзной стрелковой секции ВСФК при ЦИК СССР.
В 1923 году Смирнский выступил организатором Первого чемпионата СССР в Новогиреево (Московская область), где в личном первенстве чемпионом стал сам А. Смирнский, П. Шугаев и А. Каш. В период (1923-1929) многократный участник и победитель Всесоюзных и международных соревнований по стрелковому спорту.
С 1922 года работал в стрелковом комитете ГАУ РККА, где сконструировал спортивное малокалиберное (5,6 мм) оружие: винтовки «Смирнский № 1» (1925), № 2 (1926), № 3 (1928), первый отечественный спортивный револьвер (1926), ряд приборов для стрелковой подготовки, в числе которых кронштейн для крепления оптического прицела на армейской винтовке использовавшийся в РККА до конца 1930-х годов.
Погиб близ Пулково под Ленинградом в автомобильной катастрофе. Похоронен в Санкт-Петербурге на коммунистической площадке Александро-Невской лавры.
Сын А. А. Смирнского — Георгий Александрович, тоже стрелок-спортсмен, в шестнадцатилетнем возрасте стал чемпионом СССР 1927 года.

## Награды
- Награждён орденами Красного Знамени и Красной Звезды.